# 向井原駅
向井原駅（むかいばらえき）は、愛媛県伊予市市場にある四国旅客鉄道（JR四国）予讃線の駅である。駅番号はU06とS06。

## 歴史
- 1963年（昭和38年）10月1日：日本国有鉄道の駅として開設[3][4]。旅客のみを取り扱う無人駅[5]。
- 1986年（昭和61年）3月3日：新線開通により内子方面への分岐駅となり、高架化される[3][6]。
- 1987年（昭和62年）4月1日：国鉄分割民営化により四国旅客鉄道（JR四国）の駅となる[3][6]。

## 駅構造
単式ホーム1面1線を有する高架駅。
予讃線が長浜方面（旧線・愛称：愛ある伊予灘線）と内子方面（新線）に分かれる駅となっているが、ホームの西方に伊予長浜方の片渡り分岐器があるのみで、事実上の棒線駅となっている。 
開業以来無人駅であり、当初の乗降客は平均36人と少なく、列車は朝夕に8本のみであった。さらに国鉄時代は通過する普通列車も存在した。ここから旧線は三秋峠を越え双海方面へ、新線は大平地区・犬寄峠を抜け、内子方面に進む。

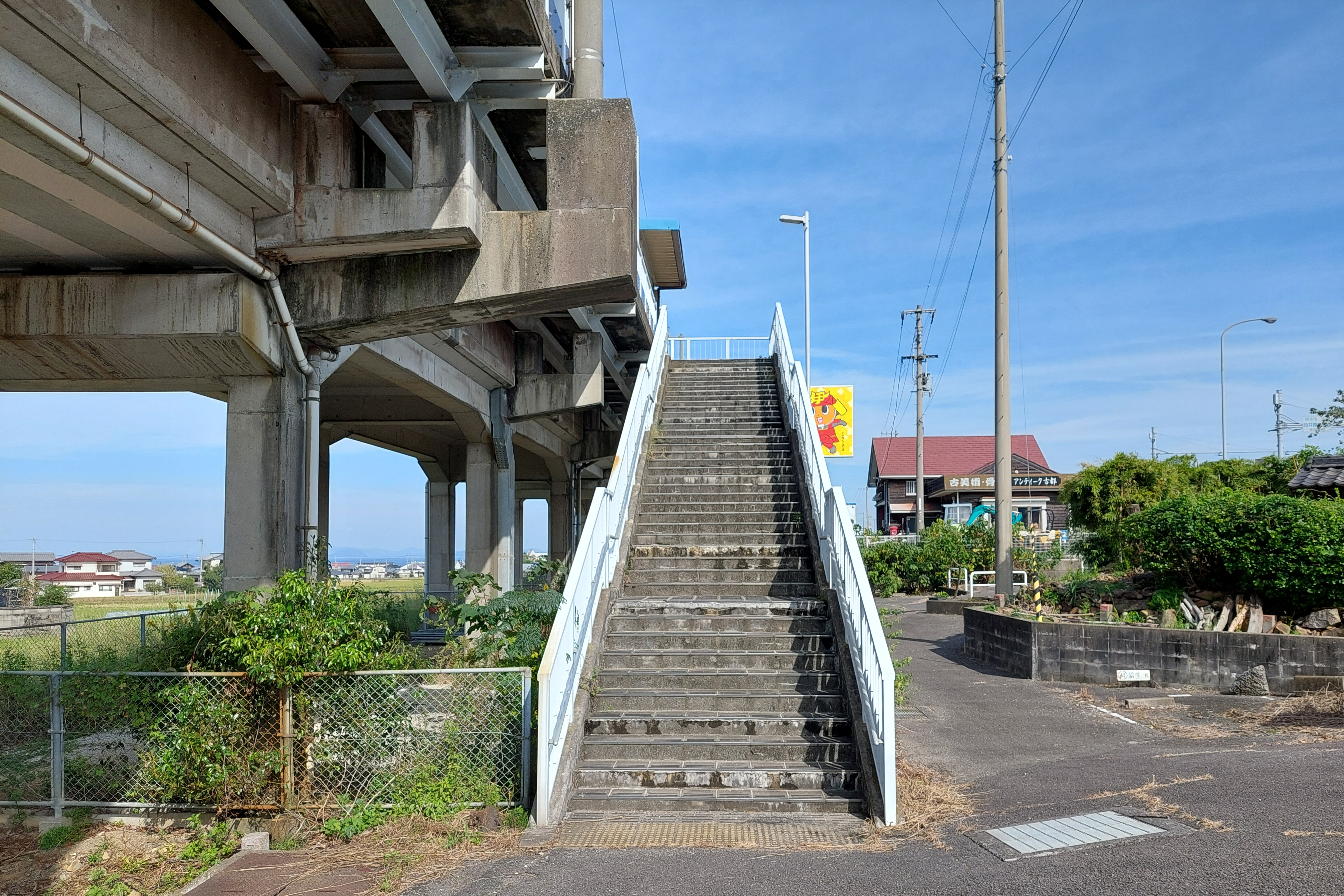
階段（2024年10月）
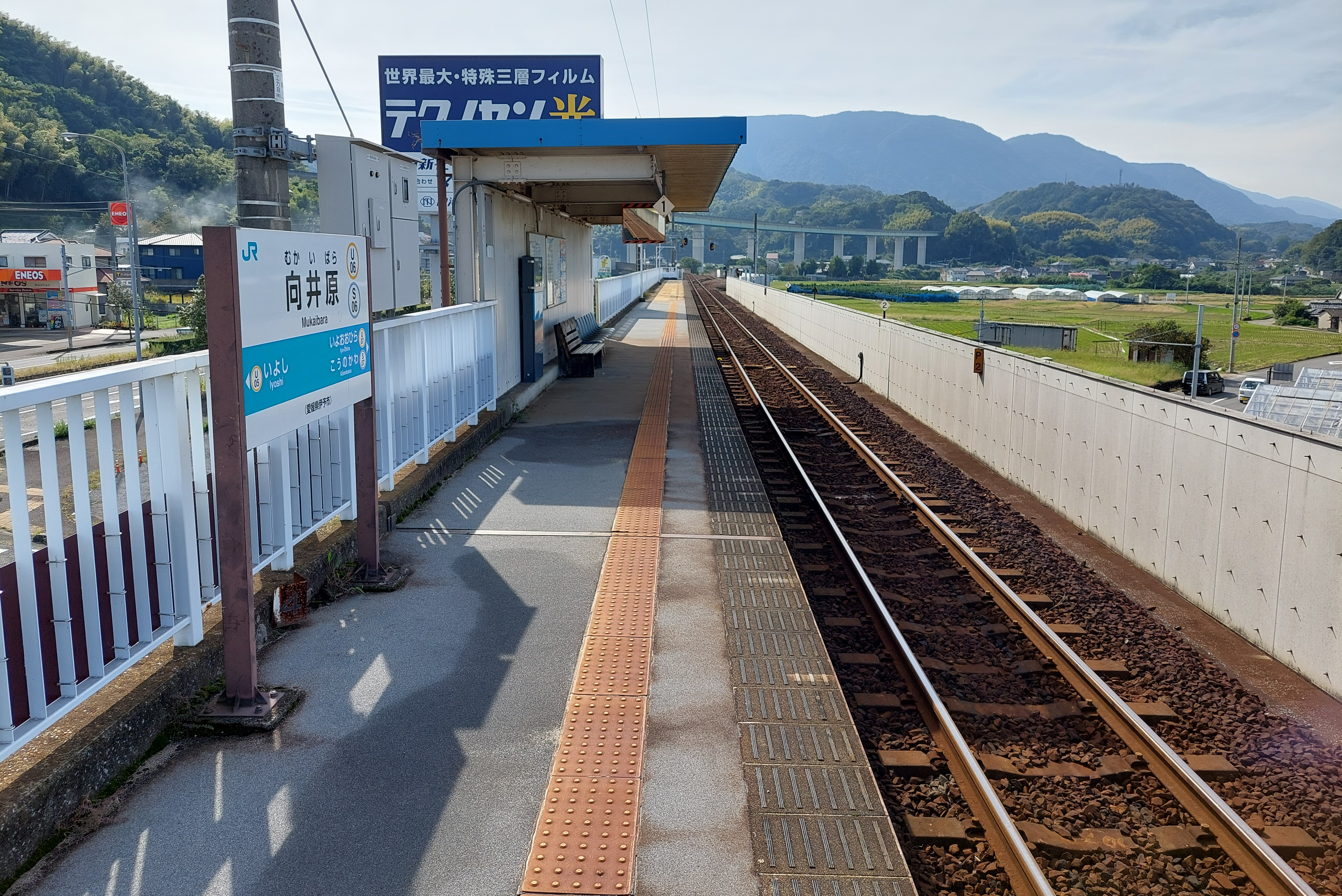
プラットホーム（2024年10月）

## 利用状況
- 向井原駅の利用状況の変遷を下表に示す[8]。
  - 輸送実績（乗降人員）の単位は人であり、年度での総計値を示す[8]。
  - 表中、最高値を赤色で、最高値を記録した年度以降の最低値を青色で、最高値を記録した年度以前の最低値を緑色で表記している。

| 年 度              | 当駅分輸送実績（乗降人員）：人／年度 | 当駅分輸送実績（乗降人員）：人／年度 | 当駅分輸送実績（乗降人員）：人／年度 | 当駅分輸送実績（乗降人員）：人／年度 | 特 記 事 項 |
| ------------------ | ------------------------------------ | ------------------------------------ | ------------------------------------ | ------------------------------------ | ----------- |
| 年 度              | 通勤定期                             | 通学定期                             | 定期外                               | 合 計                                | 特 記 事 項 |
| 2005年（平成17年） | 43,800                               | ←←←←                                 | 8,760                                | 52,560                               |             |
| 2006年（平成18年） | 36,500                               | ←←←←                                 | 8,760                                | 45,260                               |             |
| 2007年（平成19年） | 38,064                               | ←←←←                                 | 8,784                                | 46,848                               |             |
| 2008年（平成20年） | 35,040                               | ←←←←                                 | 8,030                                | 43,070                               |             |
| 2009年（平成21年） | 31,390                               | ←←←←                                 | 5,840                                | 37,230                               |             |
| 2010年（平成22年） |                                      | ←←←←                                 |                                      |                                      |             |
| 2011年（平成23年） |                                      | ←←←←                                 |                                      |                                      |             |
| 2012年（平成24年） |                                      | ←←←←                                 |                                      |                                      |             |

## 駅周辺
- 松山自動車道 伊予IC
- 伊予市立北山崎小学校
- 伊予市場郵便局
- 国道56号
- 国道378号

## 隣の駅
四国旅客鉄道（JR四国）
■予讃線（新線、内子方面）
伊予市駅 - 向井原駅 - 伊予大平駅
■予讃線（愛ある伊予灘線、伊予長浜方面）
伊予市駅 - 向井原駅 - 高野川駅
かつて当駅と高野川駅の間に三秋信号場が存在した（1986年廃止）。

## 特記事項
当駅は普通列車のみの停車のため、分岐駅通過の特例により、高野川駅以遠から新線の内子駅方面への特急列車へ乗り換えする場合と、内子駅または伊予中山駅から特急列車利用で高野川駅方面に乗り換えする場合は、当駅 - 伊予市駅間の区間外乗車が可能である（伊予市駅での途中下車は不可）。

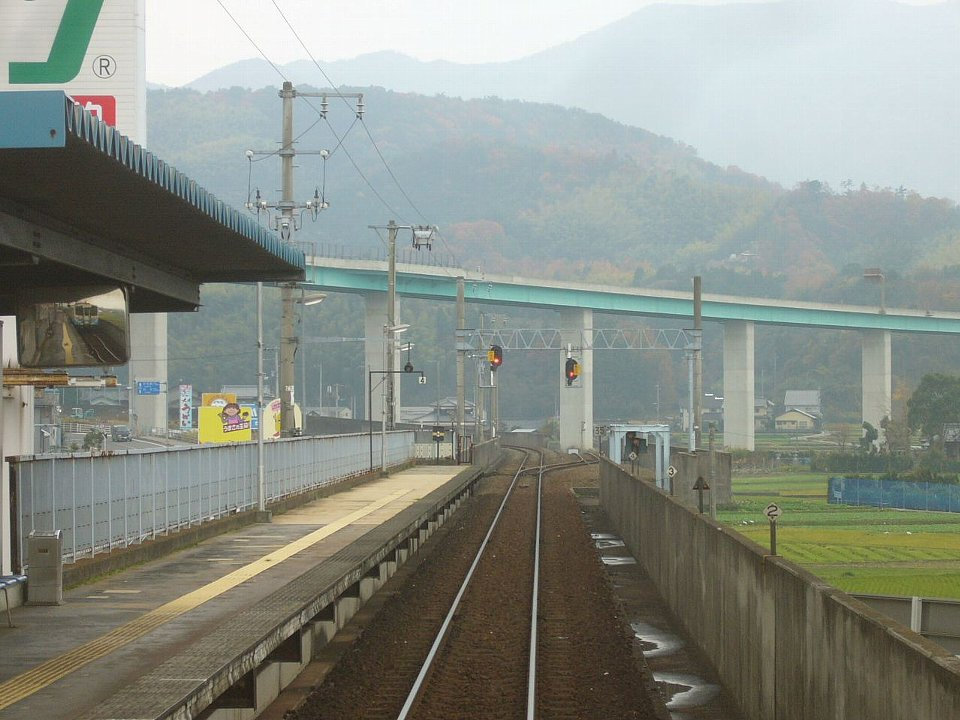
正面から左へ曲がるのが新線、右へ分岐するのが旧線（愛ある伊予灘線）奥の高架は松山自動車道
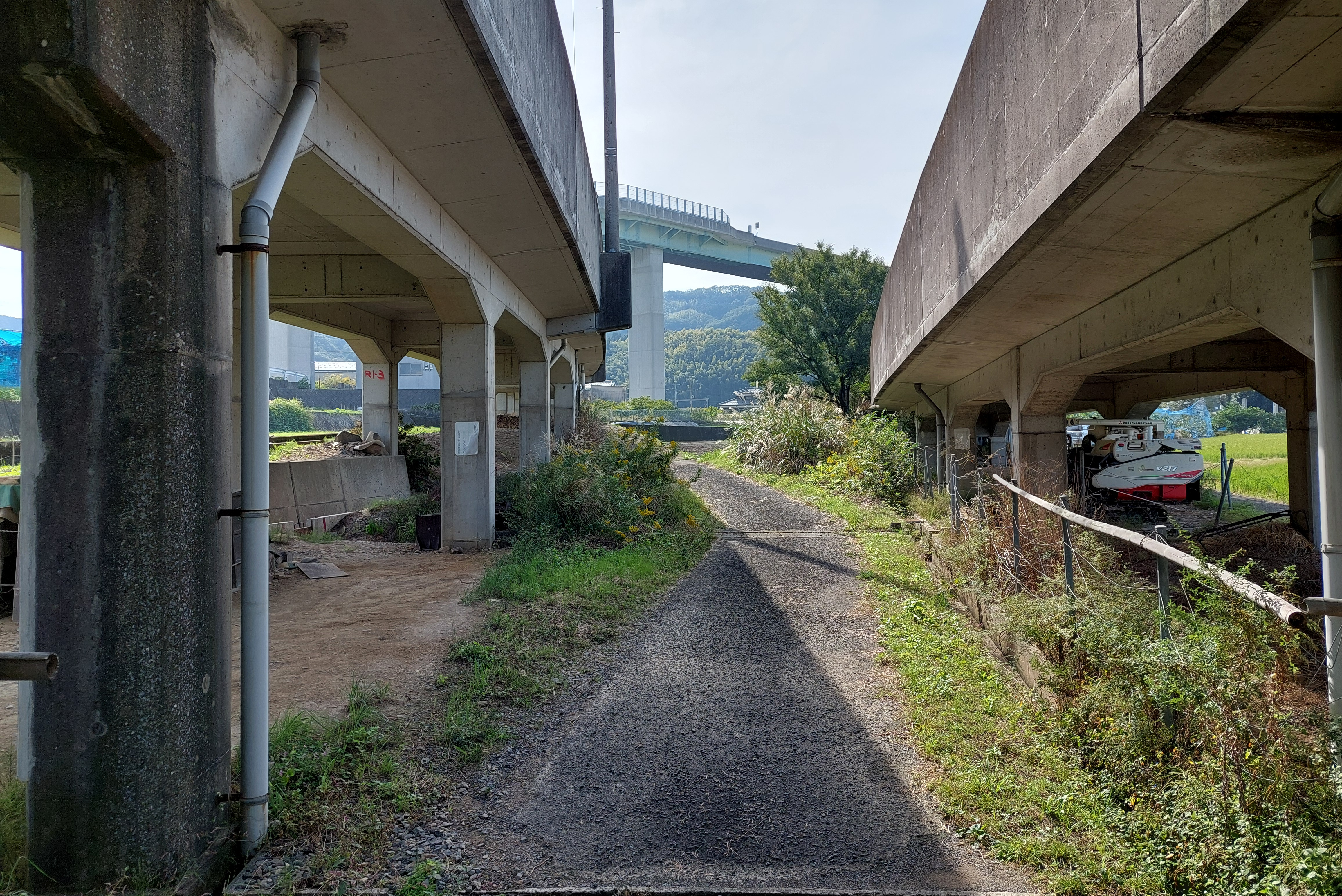
左が新線、右が旧線（2024年10月）
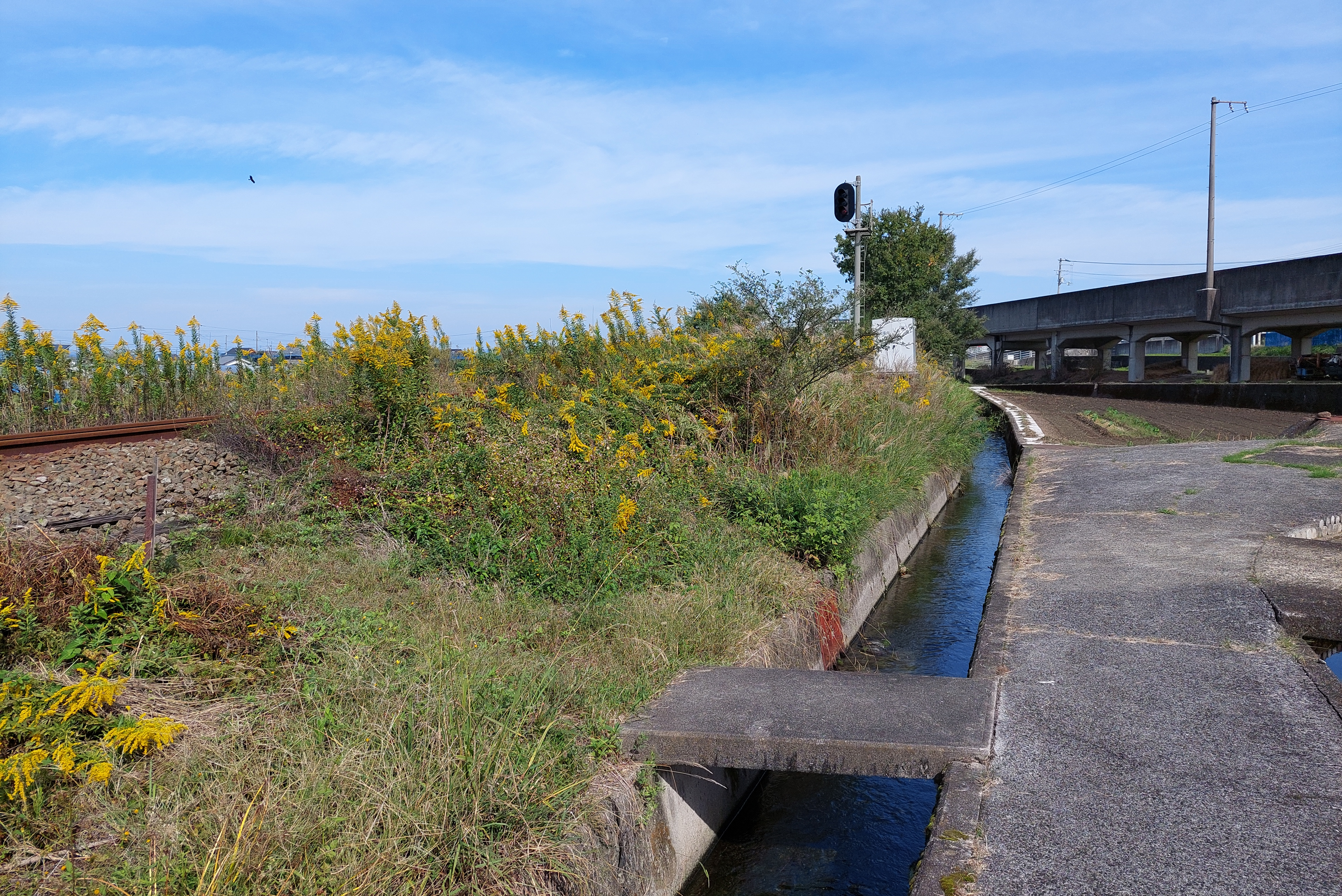
旧線はすぐ地上に降りるが、新線はしばらく高架橋が続く（2024年10月）